# Mesothen nana
Mesothen nana är en fjärilsart som beskrevs av William Schaus 1905. Mesothen nana ingår i släktet Mesothen och familjen björnspinnare. Inga underarter finns listade i Catalogue of Life.